# コヒマル

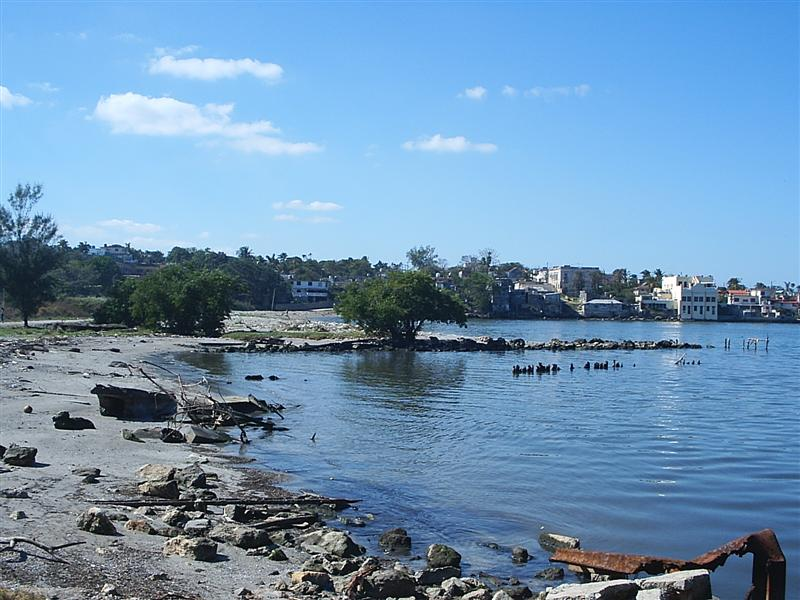
コヒマル湾

コヒマル（スペイン語: Cojímar）は、キューバ・ハバナにある地区で、ハバナ・デル・エステ市の一部である区（人民会議）を形成している。人口20,390人。

## 概要
アーネスト・ヘミングウェイの『老人と海』の舞台となった地である。
また、1940年代に巨大なホホジロザメが捕獲された場所でもあり、これは史上最大の標本の候補の1つとなっている。しかし、現代以前に行われたホオジロザメの測定の精度についてはかなりの論争がある。
村の南西にはパナメリカーノ・スタジアムがある。

## 著名人
- カミラ・カベロ - シンガー・ソングライター
- ウィリアム・レビー - 俳優
- レネ・トゥーゼ（英語版） - 作曲家